# 桐山獎
桐山獎又稱桐山環太平洋書卷獎是一個國際性文學獎，以日本宗教活动家桐山靖雄的名字命名。

## 历史
獎項成立目的是促進了環太平洋國家和地區間以及南亞次大陸國家間的更多理解，獎項於1996年首次頒發，由环太平洋之声，一間設於三藩市的非政府機構頒授。獎項原先只頒贈予一本作品，不論小說或非小說作品，得獎者可獨得3萬美元的獎金，後來改為分別頒贈小說及非小說作品，兩人均分3萬元的獎金，此獎項最後一次頒贈為2008年。日本作家村上春樹是其中一位著名的得獎作家。